# Уолвертон (тауншип, Миннесота)
Уолвертон (англ. Wolverton) — тауншип в округе Уилкин, Миннесота, США. На 2000 год его население составило 130 человек.

## География
По данным Бюро переписи населения США площадь тауншипа составляет 76,9 км², из которых 76,9 км² занимает суша, водоёмов нет.

## Демография
По данным переписи населения 2000 года здесь находились 130 человек, 50 домохозяйств и 43 семьи. Плотность населения —  1,7 чел./км². На территории тауншипа расположена 51 постройка со средней плотностью 0,7 построек на один квадратный километр. Расовый состав населения: 98,46 % белых и 1,54 % азиатов.
Из 50 домохозяйств в 30,0 % воспитывались дети до 18 лет, в 78,0 % проживали супружеские пары, в 4,0 % проживали незамужние женщины и в 14,0  домохозяйств проживали несемейные люди. 14,0 % домохозяйств состояли из одного человека, при том 8,0 % из — одиноких пожилых людей старше 65 лет. Средний размер домохозяйства — 2,60, а семьи — 2,86 человека.
23,1 % населения — младше 18 лет, 6,2 % — в возрасте от 18 до 24 лет, 26,2 % — от 25 до 44, 26,2 % — от 45 до 64, и 18,5 % — старше 65 лет. Средний возраст — 42 года. На каждые 100 женщин приходилось 103,1 мужчин. На каждые 100 женщин старше 18 приходилось 104,1 мужчин.
Средний годовой доход домохозяйства составлял 42 500 долларов, а средний годовой доход семьи —  42 500 долларов. Средний доход мужчин —  28 750  долларов, в то время как у женщин — 22 500. Доход на душу населения составил 18 638 долларов. За чертой бедности не находились ни одна семья и ни один человек.